# Çiçek Pasajı
Çiçek Pasajı (littéralement Passage des fleurs en turc), appelé à l’origine historique la Cité de Péra, est un célèbre passage couvert (arcade) situé dans le district de Beyoğlu (Pera) d’Istanbul, en Turquie. Il relie l’avenue İstiklal à la rue Sahne.

## Histoire
Ouvert en 1876, Çiçek Pasajı peut être décrit comme une version miniature de la célèbre Galleria Vittorio Emanuele II de Milan, en Italie, et a abrite des enseignes historiques de pubs, restaurants et bar à vins.
Le site de Çiçek Pasajı était occupé par le Théâtre de Naum, a été sévèrement endommagé par l’incendie de Pera, en 1870. Le théâtre est fréquemment visité par les sultans Abdulaziz et Abdulhamid II, et a accueilli la pièce Il trovatore de Giuseppe Verdi avant l’opéra de Paris.
Après l’incendie de 1870, le théâtre a été acheté par le banquier grec Hristaki Zografos Efendi, et l’architecte italien Zanno qui a conçu le bâtiment actuel, qui avait été appelé Cité de Péra ou Hristaki Pasajı dans ses premières années. Le bar à vin de Yorgo a été le premier à être ouvert dans le passage. En 1908, le grand vizir de l’empire ottoman Sait Paşa a acheté l’immeuble, et il est devenu connu sous le nom de passage Sait Paşa.
Après la révolution russe de 1917, beaucoup de nobles femmes russes appauvries, y compris une baronne, ont vendu des fleurs ici. Dans les années 1940 le bâtiment a été le plus souvent occupé par des magasins de fleurs, d’où le présent nom turc Çiçek Pasajı (Passage des fleurs).
Après la restauration de l’édifice en 1988, il a été rouvert en tant que galerie de pubs et restaurants.
La plus récente restauration a été faite en décembre 2005. 

## Galerie d'images

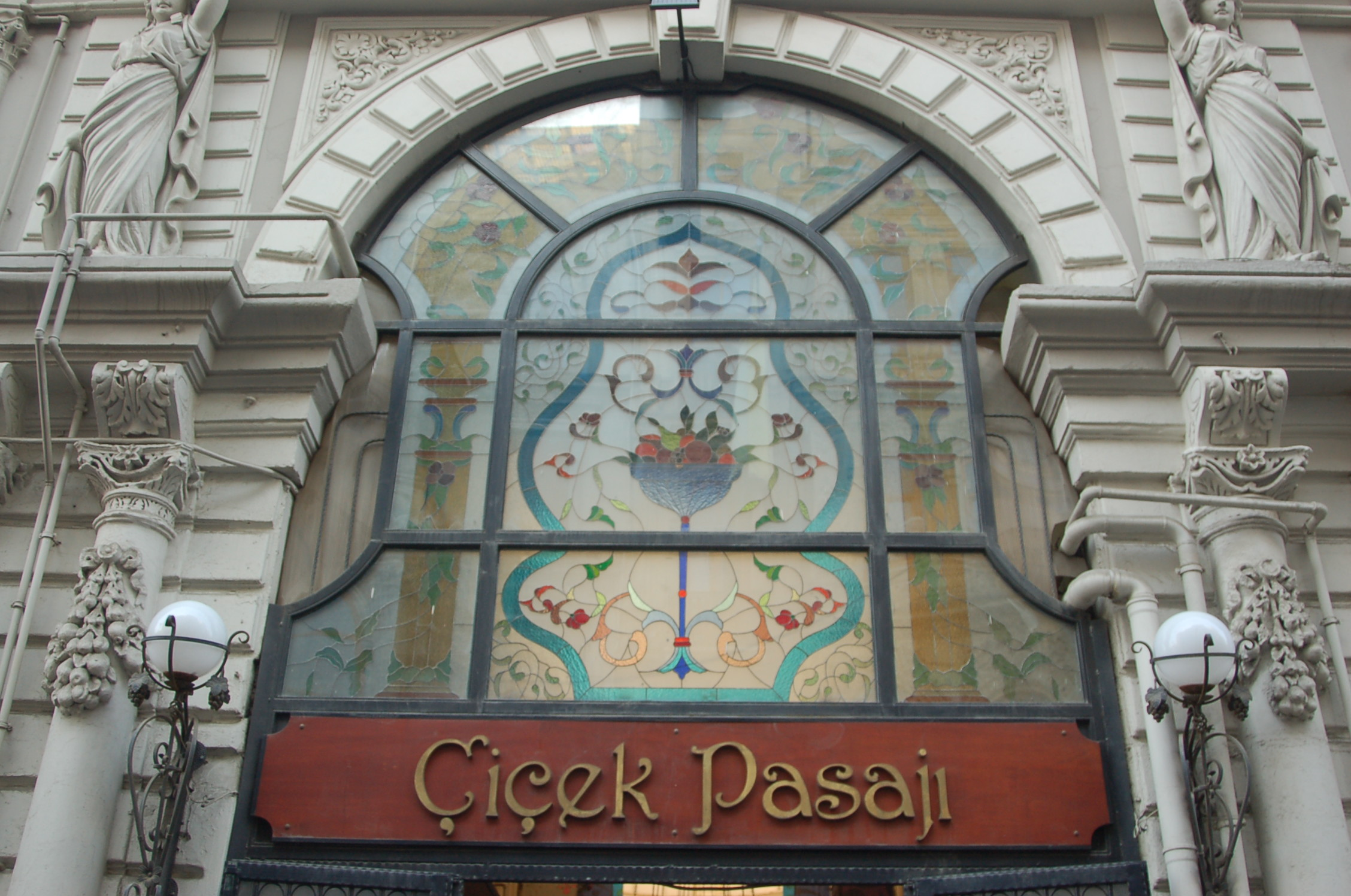
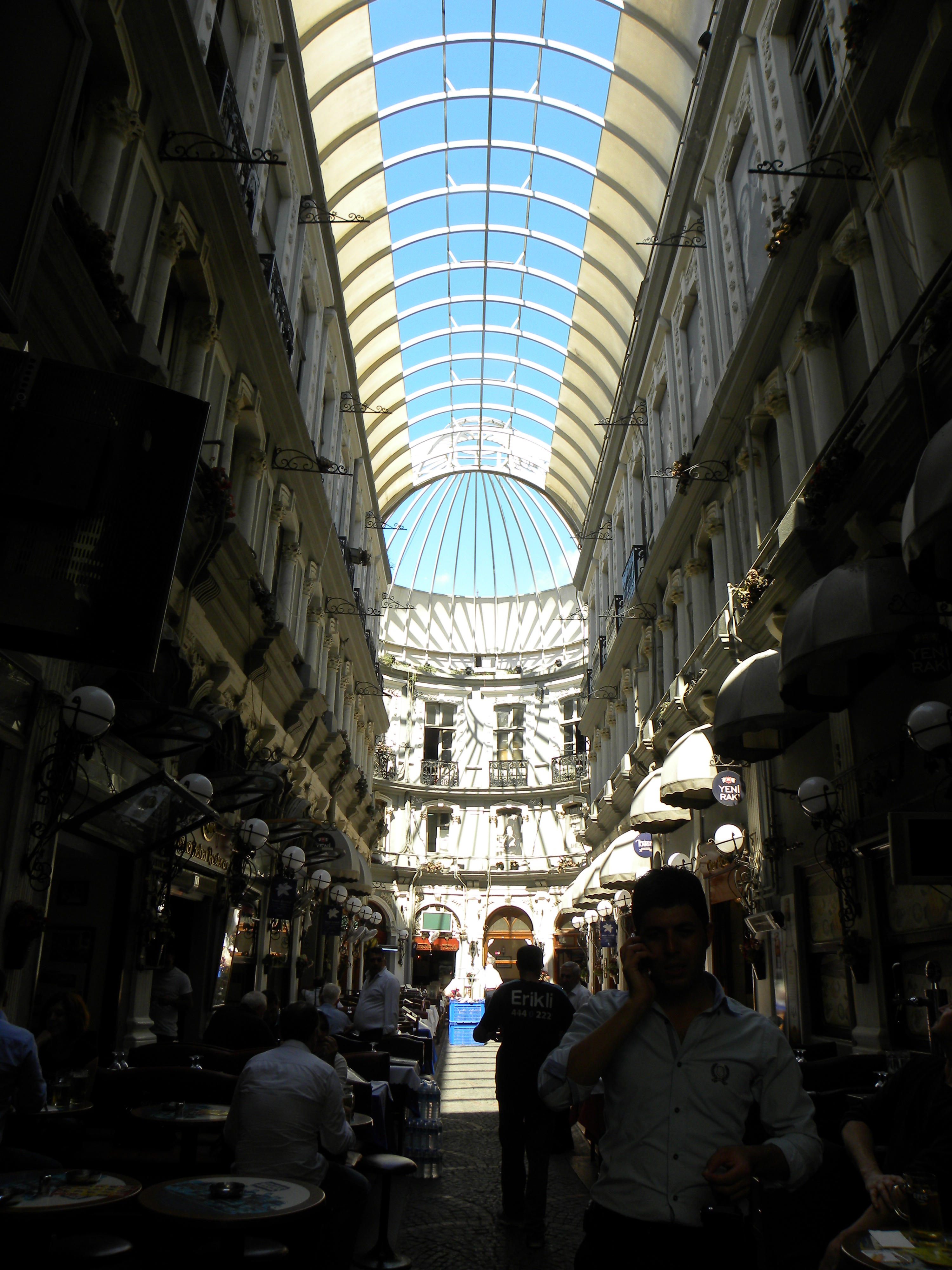
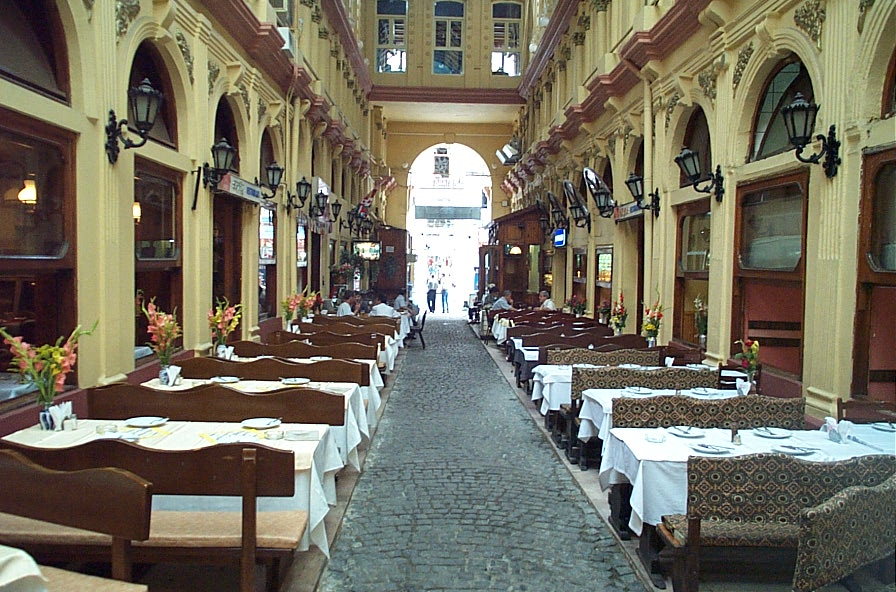
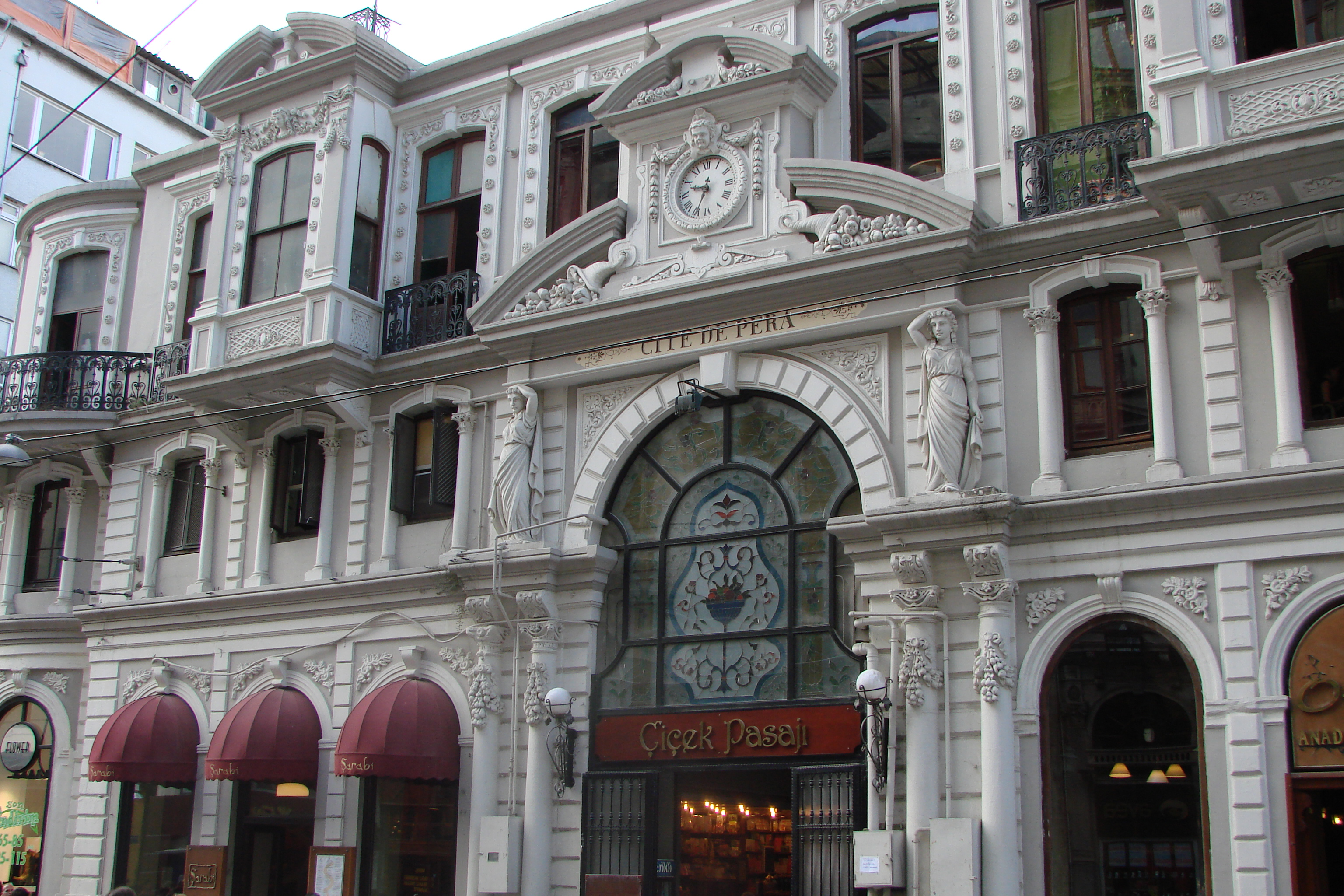